# Liste des pommes de terre labellisées « produit agroalimentaire traditionnel »
Les productions de pommes de terre labellisées « produit agroalimentaire traditionnel » (PAT) en Italie sont répertoriées ci-dessous.
Ces appellations qui comportent une indication géographique sont spécifiques à l'Italie et ne sont pas reconnues au niveau de l'Union européenne. Elles sont désignées par les Régions italiennes et inscrites dans une liste maintenue par le ministère des Politiques agricoles, alimentaires et forestières. Quelques-unes de ces appellations sont également classées en AOP ou IGP.
| Nom                                     | Synonymes                                                               | Région                  | Variétés                                                                                                |  |
| --------------------------------------- | ----------------------------------------------------------------------- | ----------------------- | --- |  |
| Patata bianca del Melo                  |                                                                         | Toscane                 | |  |
| Patata cabannese                        | Sarvèga, purchin-a, matta                                               | Ligurie                 | |  |
| Patata cannellina nera                  | cannellina                                                              | Ligurie                 | |  |
| Patata comasca bianca                   |                                                                         | Lombardie               | |  |
| Patata cornetta                         |                                                                         | Vénétie                 | |  |
| Patata del Montello                     |                                                                         | Vénétie                 | |  |
| Patata del quartier del Piave           |                                                                         | Vénétie                 | |  |
| Patata dell’Alto Viterbese              |                                                                         | Latium                  | 'Monalisa', 'Ambra', 'Agata', 'Vivaldi', 'Finka', 'Marabel', 'Universa', 'Chopin', 'Arizona' et 'Agria' |  |
| Patata della Sila                       |                                                                         | Calabre                 | 'Agria', 'Désirée', 'Ditta', 'Majestic', 'Marabel', 'Nicola'                                            |  |
| Patata di Campodolcino                  |                                                                         | Lombardie               | |  |
| Patata di Cesiomaggiore                 |                                                                         | Vénétie                 | |  |
| Patata di Chioggia                      |                                                                         | Vénétie                 | |  |
| Patata di Leonessa                      |                                                                         | Latium                  | |  |
| Patata di montagna del Medio Sangro     | Patana muntagnola                                                       | Abruzzes                | 'Désirée' et 'Kennebec'                                                                                 |  |
| Patata di Montagnana                    |                                                                         | Vénétie                 | |  |
| Patata di Montescudo                    |                                                                         | Émilie-Romagne          | |  |
| Patata di Montese                       |                                                                         | Émilie-Romagne          | 'Désirée', 'Spunta' et 'Kennebec'                                                                       |  |
| Patata di Oreno                         |                                                                         | Lombardie               | |  |
| Patata di Pignone                       |                                                                         | Ligurie                 | |  |
| Patata di Posina                        |                                                                         | Vénétie                 | |  |
| Patata di Regnano                       |                                                                         | Toscane                 | |  |
| Patata di Santa Maria a Monte           | La Tosca                                                                | Toscane                 | |  |
| Patata di Zapponeta                     |                                                                         | Pouilles                | 'Sieglinde', 'Spunta', 'Nicola' et 'Elvira'                                                             |  |
| Patata di Zeri                          | Patate « rosse, bianche, zale » di Zeri                                 | Toscane                 | |  |
| Patata dorata dei terreni rossi del Guà |                                                                         | Vénétie                 | |  |
| Patata fresca campana                   |                                                                         | Campanie                | |  |
| Patata lunga di San Biase               |                                                                         | Molise                  | 'Quarantina del Molise'                                                                                 |  |
| Patata morella                          | muella, muellin-a                                                       | Ligurie                 | |  |
| Patata del Medio Sangro                 |                                                                         | Abruzzes                | |  |
| Patata novella campana                  |                                                                         | Campanie                | 'Adora', 'Alcmaria', 'Aminca', 'Berber', 'Berber', 'Carrera', 'Concurrent', 'Inova', 'Marine'.          |  |
| Patata novella di Messina               |                                                                         | Sicile                  | 'Spunta' et 'Sieglinde'                                                                                 |  |
| Patata novella di Siracusa              |                                                                         | Sicile                  | |  |
| Patata novella sieglinde di Galatina    | Siglinda te Galatina                                                    | Pouilles                | 'Sieglinde'                                                                                             |  |
| Patata quarantina bianca genovese       |                                                                         | Ligurie, Piémont        | 'Quarantina bianca genovese'                                                                            |  |
| Patata quarantina bianca                | Quarantina bianca du Montoggio                                          | Ligurie                 | |  |
| Patata quarantina gialla                | Gianan riunda, giana de masùn, Franseize                                | Ligurie                 | |  |
| Patata quarantina prugnona              | Prugnona, Quarantina vera, Quarantina rossa, Brignùn-a                  | Ligurie                 | 'Quarantina prugnona', assimilée à 'Fortyfold'                                                          |  |
| Patata ricciona di Napoli               | riccia di Napoli                                                        | Campanie                | |  |
| Patata rossa del vallo di Diano         |                                                                         | Campanie                | |  |
| Patata rossa di Cetica                  | Patata rossa del Pratomagno, Patata rossa del Casentino                 | Toscane                 | 'Rossa di Cetica' (assimilée à 'Red King Edward'                                                        |  |
| Patata rossa di Colfiorito              |                                                                         | Ombrie                  | 'Désirée'                                                                                               |  |
| Patata rossa di Terranova del Pollino   |                                                                         | Basilicate              | variété ancienne connue sous le nom de « patata russa »                                                 |  |
| Patata salamina                         |                                                                         | Ligurie                 | |  |
| Patata trentina di montagna             |                                                                         | Trentin-Haut-Adige      | 'Liseta' (primeur), Cicero, Désirée, Kennebec, Kuroda, Spunta (normale), Majestic (tardive)             |  |
| Patata turchesa                         | turca, turchesca, viola                                                 | Abruzzes, Latium        | 'Turchesa' (pomme de terre violette)                                                                    |  |
| Patate degli altipiani d'Abruzzo        |                                                                         | Abruzzes                | 'Agria', 'Sirco' et 'Agata'                                                                             |  |
| Patate dell'alta valle Belbo            | patate di Mombarcaro                                                    | Piémont                 | 'Finka', 'Mozart' 'Silvana'                                                                             |  |
| Patate di Campodolcino                  |                                                                         | Lombardie               | |  |
| Patate di Castelnuovo Scrivia           |                                                                         | Piémont                 | |  |
| Patata di montagna di Cesana            |                                                                         | Piémont                 | |  |
| Patate di Ribis e Godia                 |                                                                         | Frioul-Vénétie Julienne | 'Kennebec'                                                                                              |  |
| Patate di Rotzo                         |                                                                         | Vénétie                 | 'Bintje', 'Désirée', 'Spunta', 'Monalisa', 'Alba'                                                       |  |
| Patate di San Raffaele Cimena           |                                                                         | Piémont                 | |  |
| Patatis cojonariis                      | Patatis di Vidiel, Cartufulis cojonariis, Patate colonarie, Patate topo | Frioul-Vénétie Julienne | Patatis cojonariis                                                                                      |  |